# Domingo Gundisalvo
Dominicus Gundissalinus, ook bekend als Domingo Gundisalvi of Gundisalvo (ca. 1115 - na 1190), was een filosoof en vertaler van Arabisch naar middeleeuws Latijn, actief in Toledo. 
Onder zijn vertalingen werkte Gundissalinus aan Avicenna's Liber de philosophia prima en De anima, Solomon ibn Gabirol's Fons vitae en al-Ghazali's Summa theoricae philosophiae in samenwerking met Abraham ibn Daud en Johannes Hispalensis. Als filosoof heeft Gundissalinus een cruciale bijdrage geleverd aan de Latijnse assimilatie van de Arabische filosofie. Hij was de eerste Latijnse denker die doctrines ontving en ontwikkelde, zoals de modale ontologie van Avicenna of het universele hylomorfisme van Ibn Gabirol, die spoedig in het dertiende-eeuwse filosofische debat zouden worden geïntegreerd.
- Biblioteca Nacional de España: XX961749
- Bibliothèque nationale de France: cb12333849v (data)
- Catàleg d'autoritats de noms i títols de Catalunya: 981058515376206706
- Gemeinsame Normdatei: 119032007
- International Standard Name Identifier: 0000 0001 2247 8265
- Library of Congress Control Number: n88189079
- Nationale Bibliotheek van Tsjechië: jn20040430009
- Nationale bibliotheek van Australië: 61542130
- Nationale Bibliotheek van Israël: 987007424673605171
- Nationale Bibliotheek van Polen: a0000002305046
- Nederlandse Thesaurus van Auteursnamen: 073780065
- Istituto Centrale per il Catalogo Unico: UBOV033658
- LIBRIS: 227547
- SNAC: w6pv85q5
- Système universitaire de documentation: 059776676
- Trove: 1711450
- Virtual International Authority File: 89659745
- WorldCat: E39PBJppvQtwcHcPmrMdTfhWDq